# Megumu Yoshida
Megumu Yoshida (吉田 恵 Yoshida Megumi?), född 13 april 1973 i Aichi prefektur, är en japansk före detta fotbollsspelare.
Yoshida började sin karriär 1996 i Verdy Kawasaki. Efter Verdy Kawasaki spelade han för Vissel Kobe, JEF United Ichihara, Sanfrecce Hiroshima och Sagan Tosu. Han avslutade karriären 2007.